# Czubajka białotrzonowa

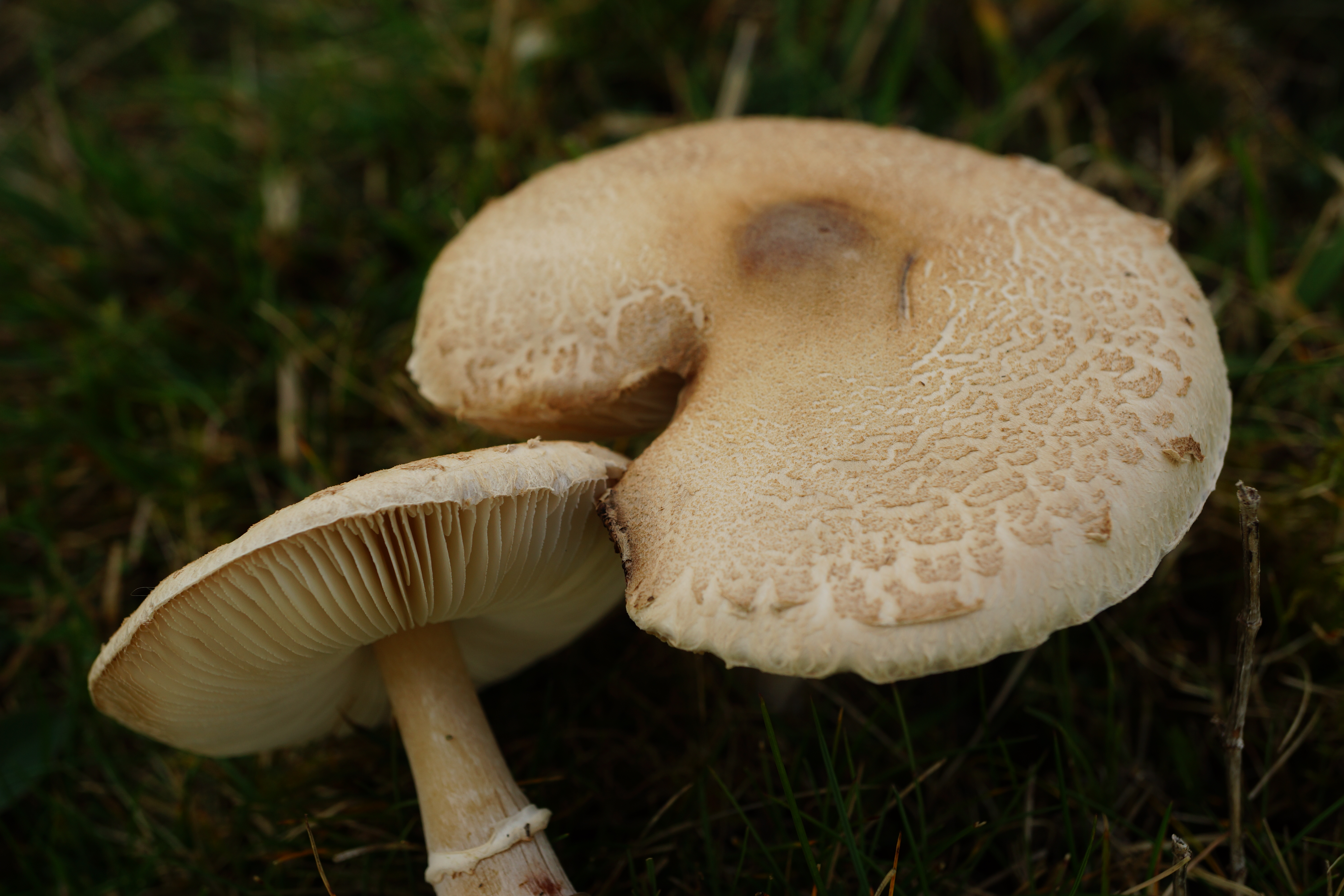

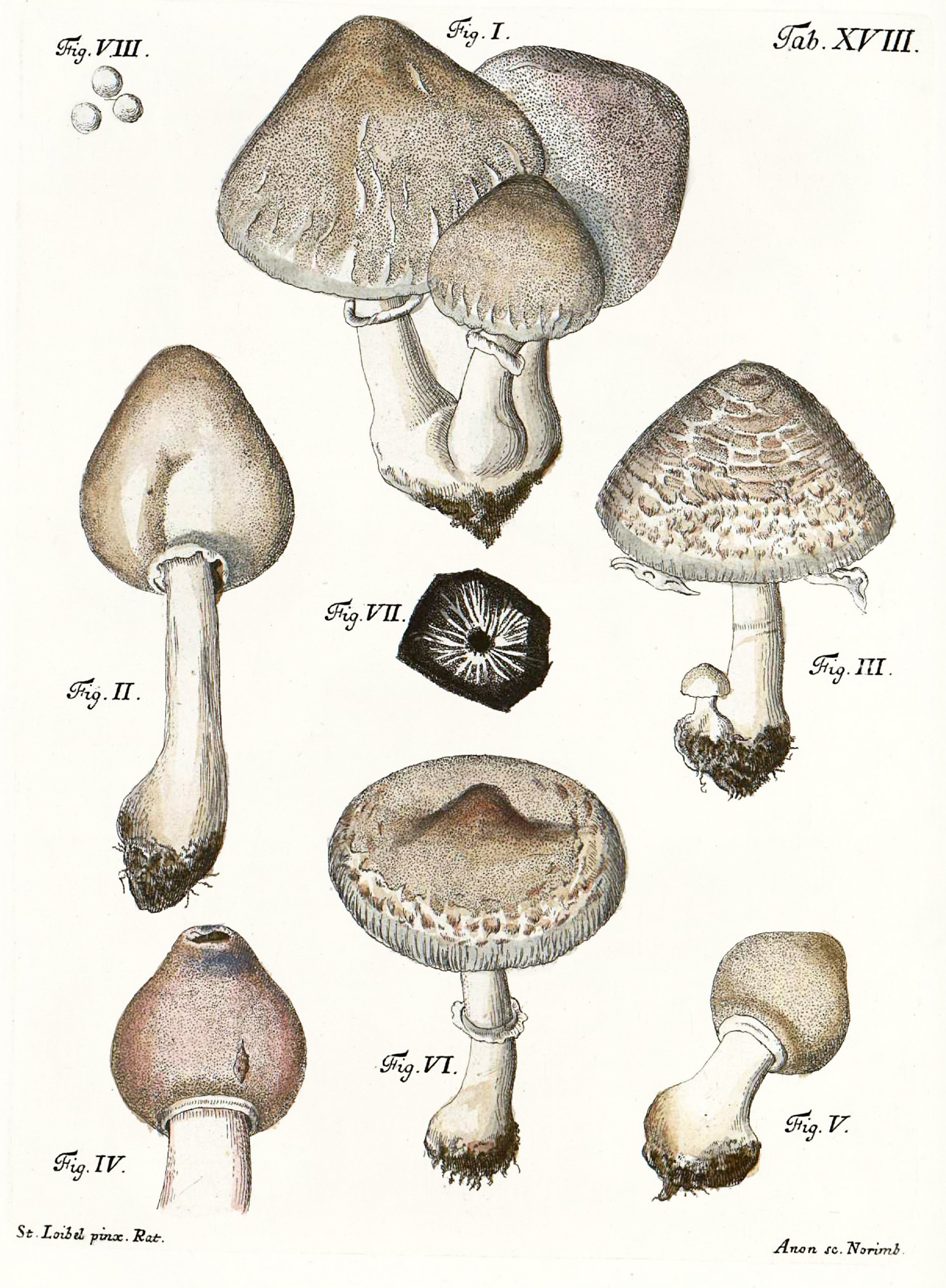

Czubajka białotrzonowa (Macrolepiota excoriata (Schaeff.) Wasser) – gatunek grzybów z rodziny pieczarkowatych (Agaricaceae).

## Systematyka i nazewnictwo
Pozycja w klasyfikacji według Index Fungorum: Macrolepiota, Agaricaceae, Agaricales, Agaricomycetidae, Agaricomycetes, Agaricomycotina, Basidiomycota, Fungi.
Po raz pierwszy takson ten opisał w 1774 r. Jacob Christian Schäffer nadając mu nazwę Agaricus excoriatus. Obecną, uznaną przez Index Fungorum nazwę nadał mu w roku 1978 Solomon Pavlovich Wasser.
Ma 27 synonimów. Niektóre z nich:
- Lepiotophyllum excoriatum (Schaeff.) Locq. 1942
- Leucoagaricus excoriatus (Schaeff.) Singer 1948
- Macrolepiota heimii Locq. ex Bon 1981[2].

Franciszek Błoński w 1896 r. nadał mu polską nazwę czubajka bezskórkowa, Stanisław Chełchowski w 1898 r. czubajka wyłuszczona, I. Hołownia w 1959 nazwę sowa, Władysław Wojewoda w 2003 r. zarekomendował nazwę czubajka białotrzonowa.

## Morfologia
Wysokość od 5 do 15 cm. Kolor grzyba jest biały do kremowego.Kapelusz wypukły, wysklepiony z wypukłym środkiem, o średnicy do 10 cm. Powierzchnia z brązowawym środkiem, pokryta łuskami o barwie od ochrowożółtej do bladobrązowej. Blaszki o barwie od białej do kremowej, trzon gładki, cylindryczny, z bulwiastą podstawą i pierścieniem. Zarodniki gładkie, szkliste, elipsoidalne. Wysyp zarodników biały, kremowy lub żółtawy. Pierścień białawy do białego. Miąższ biały, włóknisty i nie zmienia koloru.
Czubajka białotrzonowa jest podobna do czubajki kani (Macrolepiota procera), ale kania jest większa.

## Występowanie i siedlisko
Czubajka białotrzonowa występuje w Ameryce Północnej i Europie i można ją znaleźć na polach, trawnikach i poboczach dróg. W Polsce W. Wojewoda w 2003 r. przytoczył wiele stanowisk. W opracowaniach zagranicznych jest wymieniony jako gatunek narażony. Zagrożeniem dla tego gatunku jest zarastanie niewypasanych i niekoszonych łąk.
Naziemny grzyb mykoryzowy. Występuje na polanach, pastwiskach, w parkach, ogrodach i różnych trawiastych terenach, przy drogach i na obrzeżach sosnowych lasów. Owocniki zwykle od lipca do października.

## Znaczenie
Grzyb jadalny. Miąższ jest biały, delikatny i ma przyjemny smak, najlepiej spożywany za młodu. Smak miąższu jest porównywany do orzecha laskowego. Zapach jest słaby. Czubajka białotrzonowa jest podobna do wielu toksycznych gatunków (takich jak muchomory, czubajeczka kasztanowata, czubajeczka brązowoczerwonawa, czubajeczka brzuchatozarodnikowa), więc jego zbieranie jest problematyczne. Portal Memento des Champignons (Memento grzybów) odradza zbieranie okazów rosnących przy drogach. Okres zbioru grzybów trwa od połowy lata do późnej jesieni.